# Каппа-варіант SARS-CoV-2
Каппа-варіант — це варіант SARS-CoV-2, вірусу, що викликає COVID-19. Це одна з трьох підліній лінії Панго B.1.617. Каппа-варіант SARS-CoV-2 також відомий як лінія B.1.617.1 і вперше був виявлений в Індії в грудні 2020 року. До кінця березня 2021 року підваріант каппа становив більше половини захворюваностей, які були зафіксовані з Індії. 1 квітня 2021 року Служба охорони здоров’я Англії назвала його варіантом, що під наглядом (VUI-21APR-01). 

## Мутації

Амінокислотні мутації варіанту Каппа SARS-CoV-2 нанесені на карту геному SARS-CoV-2 з акцентом на спайку.

| Ген                                                 | Нуклеотид | Амінокислота |
| --------------------------------------------------- | --------- | ------------ |
| ORF1ab                                              | C3457T    | -            |
| ORF1ab                                              | C4957T    | T1567I       |
| ORF1ab                                              | A11201G   | T3646A       |
| ORF1ab                                              | G17523T   | M5753I       |
| ORF1ab                                              | A20396G   | K6711R       |
| ORF1ab                                              | P314L     |              |
| ORF1ab                                              | G1129C    |              |
| ORF1ab                                              | M1352I    |              |
| ORF1ab                                              | K2310R    |              |
| ORF1ab                                              | S2312A    |              |
| Спайк                                               | T21895C   | -            |
| Спайк                                               | T21895C   | E154K        |
| Спайк                                               | T22917G   | L452R        |
| Спайк                                               | G23012C   | E484Q        |
| Спайк                                               | D614G     |              |
| Спайк                                               | C23604G   | P681R        |
| Спайк                                               | Q1071H    |              |
| Н                                                   | G28881T   | R203M        |
| Н                                                   | D377Y     |              |
| М                                                   |           | I82S         |
| ORF3a                                               | C25469T   | S26L         |
| ORF1a                                               |           | T1567I       |
| ORF1a                                               | T3646A    |              |
| ORF7a                                               | T27638C   | V82A         |
| Джерело: covariants.org та PHE Technical Briefing 9 |           |              |

Каппа-варіант має три помітні зміни в амінокислотних послідовностях, усі з яких містяться в коді білка спайка вірусу.
Три помітні заміни: L452R, E484Q, P681R.
- L452R. Заміна в положенні 452, заміна лейцину на аргінін. Цей обмін забезпечує більш високу спорідненість білка-шипа до рецептора ACE2 разом із зниженням здатності імунної системи розпізнавати.[6][7]
- E484Q. Заміна в позиції 484, заміна глутамінової кислоти на глутамін. Ця зміна надає варіанту сильніший потенціал зв’язування з ангіотензин-перетворювальним ферментом 2, а також кращу здатність уникати імунної системи хазяїна.[8] [9]
- P681R. Заміна в положенні 681, заміна проліну на аргінін.[10][8]

Європейський центр з профілактики та контролю захворювань (ECDC) також перераховує четверту мутацію, що цікавить:
- D614G. Це заміна в позиції 614, заміна аспарагінової кислоти на гліцин.[12] Інші варіанти, які мають мутацію D614G, включають варіанти бета і дельта, і мутація пов’язана з підвищеною інфекційністю.[13][14]

Дві інші мутації, які можна знайти ближче до обох кінців області спайка, - це T95I і Q1071H.

## Історія

### Міжнародне виявлення
Варіант Каппа вперше був ідентифікований в Індії в грудні 2020 року.
Станом на 11 травня 2021 року щотижневі епідеміологічні оновлення ВООЗ повідомляли про 34 країни з виявленням субваріанта, однак до 25 травня 2021 року кількість країн зросла до 41. Станом на 19 2021  Велика Британія виявила загалом 418 підтверджених випадків захворювання SARS-CoV-2 Каппа. 6 червня 2021 року група з 60 випадків, виявлених в австралійському місті Мельбурн, була пов’язана з варіантом Каппа. За даними GISAID у липні 2021 року, Індія надала більше генетичних зразків варіанту Каппа, ніж будь-яка інша країна.

### Передача спільноти
У технічному брифінгу з охорони здоров’я Англії від 22 квітня 2021 року повідомлялося, що в Англії було виявлено 119 випадків цього підваріанта з концентрацією випадків в районі Лондона та регіонах Північного Заходу та Сходу Англії. Із 119 випадків 94 мали встановлений зв’язок із подорожами, 22 випадки все ще перебувають у розслідуванні, але решта 3 випадків не мають жодного відомого зв’язку з подорожами.
2 червня The Guardian повідомила, що принаймні 1 з 10 випадків спалаху в австралійському штаті Вікторія були викликані контактом з незнайомими людьми, і що передача через громаду була пов’язана з кластерами варіанту Каппа. Проте експерт з інфекційних захворювань, професор Грег Дор, сказав, що варіант Каппа поводиться «так само, як ми бачили раніше» по відношенню до інших варіантів в Австралії.
Ефективність вакцини
Вакцини ефективні проти варіанту Каппа, хоча і в меншій мірі, ніж проти вихідного штаму.
Дослідження, проведене Оксфордським університетом у червні 2021 року, показало, що вакцина Oxford-AstraZeneca та вакцина Pfizer-BioNTech були ефективними проти варіантів Kappa та Delta, що свідчить про те, що поточні вакцини забезпечують захист від цих варіантів, хоча й з незначним зниженням нейтралізації.
Коваксин також був визнаний ефективним проти варіанту Каппа (B.1.617.1), як і для інших варіантів.
Вакцина Moderna від COVID-19 також виявилася ефективною проти варіанту Каппа, хоча й із зменшенням нейтралізації в 3,3-3,4 рази.

## Статистика
| Country                           | Confirmed cases | Collection date               |
| --------------------------------- | --------------- | ----------------------------- |
| Шаблон:Дані країни India          | 4,437           | 26 May 2021                   |
| Шаблон:Дані країни United Kingdom | 545             | 31 May 2021                   |
| USA                               | 308             | 24 June 2021                  |
| Canada                            | 372             | 12 May 2021                   |
| Шаблон:Дані країни Ireland        | 206             | 8 June 2021                   |
| Australia                         | 128             | 15 June 2021                  |
| Шаблон:Дані країни Germany        | 102             | 22 June 2021                  |
| Шаблон:Дані країни Singapore      | 59              | 13 May 2021                   |
| Шаблон:Дані країни Denmark        | 28              | 31 May 2021                   |
| Шаблон:Дані країни Netherlands    | 27              | 12 June 2021                  |
| Japan                             | 27              | 7 May 2021                    |
| Шаблон:Дані країни Angola         | 6               | 20 April 2021                 |
| France                            | 16              | 20 May 2021                   |
| Шаблон:Дані країни Belgium        | 17              | 13 May 2021                   |
| China                             | 13              | 18 April 2021                 |
| Шаблон:Дані країни Qatar          | 7               | 17 May 2021                   |
| Шаблон:Дані країни South Korea    | 12              | 27 April 2021                 |
| Шаблон:Дані країни Switzerland    | 10              | 4 May 2021                    |
| Шаблон:Дані країни Portugal       | 9               | 4 May 2021                    |
| Шаблон:Дані країни Italy          | 19              | 24 May 2021                   |
| Шаблон:Дані країни Bahrain        | 8               | 10 April 2021                 |
| Шаблон:Дані країни Mexico         | 7               | 2 June 2021                   |
| South Africa                      | 15              | 18 June 2021                  |
| Шаблон:Дані країни Finland        | 11              | 23 May 2021                   |
| Шаблон:Дані країни Luxembourg     | 10              | 26 April 2021                 |
| Spain                             | 5               | 19 May 2021                   |
| Шаблон:Дані країни Sweden         | 5               | 17 April 2021                 |
| Шаблон:Дані країни Ghana          | 5               | 20 April 2021                 |
| Шаблон:Дані країни Kenya          | 7               | 29 April 2021                 |
| Шаблон:Дані країни Czech Republic | 4               | 4 May 2021                    |
| Шаблон:Дані країни Jordan         | 4               | 25 April 2021                 |
| Шаблон:Дані країни Myanmar        | 4               | 2 June 2021                   |
| Шаблон:Дані країни New Zealand    | 4               | 8 April 2021                  |
| Шаблон:Дані країни Malaysia       | 4               | 1 June 2021                   |
| Шаблон:Дані країни Indonesia      | 2               | 29 April 2021                 |
| Шаблон:Дані країни Guadeloupe     | 2               | 10 March 2021                 |
| Шаблон:Дані країни Nepal          | 2               | 9 May 2021                    |
| Шаблон:Дані країни Sint Maarten   | 2               | 3 April 2021                  |
| Шаблон:Дані країни Austria        | 2               | 1 August 2021                 |
| Шаблон:Дані країни Curaçao        | 1               | 23 April 2021                 |
| Шаблон:Дані країни Greece         | 1               | 6 April 2021                  |
| Шаблон:Дані країни Slovakia       | 1               | 19 April 2021                 |
| Шаблон:Дані країни Slovenia       | 2               | 6 April 2021                  |
| Шаблон:Дані країни Thailand       | 1               | 26 April 2021                 |
| Шаблон:Дані країни Uganda         | 1               | 26 March 2021                 |
| Шаблон:Дані країни Zambia         | 1               | 2 May 2021                    |
| Шаблон:Дані країни Romania        | 1               | 5 May 2021                    |
| Шаблон:Дані країни Morocco        | 1               | 22 April 2021                 |
| Шаблон:Дані країни Cayman Islands | 3               | 16 April 2021                 |
| Шаблон:Дані країни Poland         | 1               | 6 May 2021                    |
| Шаблон:Дані країни Turkey         | 1               | 12 March 2021                 |
| Шаблон:Дані країни Brazil         | 2               | 10 February 2021              |
| Шаблон:Дані країни Israel         | 2               | 2 January 2021                |
| Шаблон:Дані країни Saudi Arabia   | 1               | 14 April 2021                 |
| Russia                            | 1               | 11 April 2021                 |
| Шаблон:Дані країни Gabon          | 1               | 14 April 2021                 |
| Шаблон:Дані країни Oman           | 2               | 16 May 2021                   |
| Nigeria                           | 1               | 21 April 2021                 |
| Шаблон:Дані країни Philippines    | 1               | 8 November 2021               |
| World (58 countries)              | Total: 6,476    | Total as of 13 September 2021 |